# Thomas Lüchinger
Thomas Lüchinger (* 16. November 1953, in Oberriet SG) ist ein Schweizer Filmemacher und Publizist.

## Leben und Werk
Lüchinger studierte Kunstpädagogik an der Hochschule der Künste in Luzern. Nach seinem Studienabschluss unterrichtete er an verschiedenen Gymnasien, der Schule für Gestaltung Zürich, an der Kunstschule F&F Zürich, der ETH Zürich und später als Professor für Fachdidaktik Kunst an den Pädagogischen Hochschulen St. Gallen, Luzern und Zug. 1974 bekam Lüchinger für seine künstlerische Arbeit das Eidgenössische Kunststipendium. 1985/86 lebte er als Stipendiat der Stadt Zürich in New York. Seine Werke wurden in internationalen Ausstellungen gezeigt.
Seit 1998 ist Lüchinger hauptsächlich als Dozent, Filmemacher und als Publizist aktiv.
Sein erster Dokumentarfilm Schritte der Achtsamkeit wurde 1999 zum bestbesuchten Schweizer Film und erlangte internationale Beachtung. Seither hat er verschiedene Dokumentarfilme in Koproduktion mit dem Schweizer Fernsehen realisiert, die in den Kinos, an Festivals und im Fernsehen präsentiert wurden. Lüchinger hat sowohl als Kunstpädagoge, als auch als Filmproduzent verschiedene Bücher publiziert.

## Auszeichnungen
- 1974: Eidgenössisches Kunststipendium
- 1974–1984: Diverse Kunststipendien des Kantons Zürich
- 1986: Atelierstipendium der Stadt Zürich in New York
- 2016: Award of Merit für Being There – Da Sein (IndieFEST Film Awards)[1]
- 2017: Auszeichnung für den Dokumentarfilm Johle und Werche (mit Peter Roth), Internationales Musikfilm Festival Kathmandu, Nepal
- Diverse Festivaleinladungen mit den Filmen Being There – Da Sein und Paths of Life

## Filmografie
- 1999: Schritte der Achtsamkeit (Steps of Mindfulness)
- 2000: Ein neuer Anfang (A New Beginning)
- 2002: On a Clear Day – Agnes Martin
- 2003: Der Diplomat
- 2006: Johle und Werche
- 2009: Luminawa
- 2011: Guets Neus – schöö, wüescht ond schööwüescht
- 2016: Being There – Da Sein
- 2020: Paths of Life
- 2021: Zuversicht
- 2022: Sound and Silence

## Schriften (Auswahl)
- als Hrsg.: Da sein – Gespräche über die fürsorgliche Begleitung von Menschen in der letzten Lebensphase. St. Gallen: palliative ostschweiz, Erstausgabe 2020[2]
- Intuitiv Malen – Wege zur Kreativitat. Basel: Zytglogge Verlag, 3. Aufl. 2015[3]
- Intuitiv Zeichnen – Wege zum Sehen, Erfahren, Besinnen. Basel: Zytglogge Verlag, Erstausgabe 1995, 6. Aufl. 2015[4]
- als Hrsg.: Thich Nhat Hanh: Schritte der Achtsamkeit – Eine Reise an den Ursprung des Buddhismus. Freiburg, Br.: Verlag Herder, 2014[5]